# 2001 (album)
2001 (ook wel The Chronic 2001 geheten) is een hiphopalbum van Dr. Dre uit 1999 dat zesmaal platina behaalde. Dit is zijn tweede soloalbum. De oorspronkelijke naam zou The Chronic 1999 worden, naar zijn eerste soloalbum The Chronic en het jaar waarin het album uitkwam. Dat album kwam uit ter gelegenheid van Dr. Dre's tienjarig jubileum als hiphopartiest.
Suge Knight, eigenaar van het platenlabel Death Row Records waar Dre tot 1996 aan verbonden was, was nog steeds boos over zijn vertrek bij Death Row. Suge Knight bracht een cd uit onder de titel The Chronic 2000, met het idee dat hij een stap verder lag dan Dre. Dre ging er weer overheen met The Chronic 2001. Suge Knight boycotte de titel, omdat de rechten op de titel The Chronic nog bij Death Row zouden liggen. Vervolgens werd de officiële naam gewoon 2001, maar wie goed naar de albumcover kijkt, ziet een wietblaadje voor 2001. Chronic is een hoge kwaliteit wiet, en het idee van de naam was ook dat luisteren naar Dre's beats hetzelfde effect zou hebben als het roken van Chronic. Voor wie het wietblaadje leest als The Chronic staat er nog steeds The Chronic 2001 op de albumcover.

## Muziek

### G-funk
Dr. Dre ontwikkelde voor zijn eerste soloalbum een compleet nieuwe hiphopstijl (eerdere experimenten waren wel al te horen op het N.W.A-album Efil4zaggin) geproduceerd door Dr. Dre: g-funk. G-funk is de funkmuziek van Parliament, Funkadelic, James Brown en andere funklegenden uit de jaren 70 omgevormd tot hiphopbeats met een typerend traag tempo en krijsende synthesizers zoals te horen in funknummers uit de jaren 70 als Flash Light van Parliament, waarin Bernie Worrel de typische g-funksynthesizers gebruikt. G-funk domineerde na 1992 de westcoasthiphop voor jaren. Albums van 2Pac, Warren G, Tha Dogg Pound etc. kenden veel succes met deze nieuwe muziek. Met de dood van 2Pac, het nog niet van start gekomen zijn van Dr. Dre's nieuwe label Aftermath Entertainment en het ineenstorten van Death Row Records, viel de westcoasthiphop een aantal jaren terug en won de eastcoasthiphop terrein, onder andere doordat de East Coast ging samenwerken met r&b-artiesten en de muziekstijlen werden gecombineerd in de hits van Puff Daddy en zijn Bad Boy Records. Met The Chronic 2001 liet Dr. Dre zien dat de g-funkstijl nog geen verleden tijd was en nog steeds modern. Hoewel de g-funk op dit album een iets moderner tintje heeft, is het toch een klassieker. Sommigen zien deze moderne variant zelfs niet eens meer als g-funk, wat wel begrijpelijk is, aangezien 2001 drastisch verschilt in sound van The Chronic en veel minder funky klinkt.

### Beats
De g-funkbeats van Dr. Dre, de man die veelal erkend wordt als 's werelds beste hiphopproducer, zijn vaak goed voor hits. Dr. Dre, een perfectionist, doet vaak lang over het maken van een beat omdat hij wil dat elke seconde goed is. Op één track na werden alle tracks geproduceerd door Dre en zijn coproducer Mel-Man. Het enige nummer zonder Dre-beat is The Message, een nummer voor Dr. Dre's jongere broer Tyree, die werd vermoord. Hoewel veelal wordt gezegd dat Dr. Dre de beat voor Still D.R.E. kocht van Scott Storch. Vier singles werden uitgebracht.

### The Next Episode
Een opvallend nummer is The Next Episode, dat in 2000 op single werd uitgebracht. Een nummer met deze titel was namelijk al een bonusnummer bij Snoop Doggs debuutalbum Doggystyle uit 1993. Het nummer werd al binnen een week van de cd verwijderd. In 1999 stond een ander nummer met dezelfde naam op 2001. Het originele nummer wordt ook genoemd in de hit Nuthin' but a 'G' Thang van het album The Chronic uit 1992, waarin Snoop rapt: 'Just Chill To The Next Episode'.

### Gastartiesten
Omdat Dr. Dre in de eerste plaats producer is, en daarna pas rapper heeft hij veel belangen en zijn er veel gastartiesten op het album te vinden. Er is maar één nummer zonder gastartiesten, en waar alleen Dr. Dre rapt: The Watcher. Bekende gastartiesten zijn o.a. Snoop Dogg, Eminem, Xzibit, Mary J. Blige, Kurupt, MC Ren, Devin The Dude, Nate Dogg en vele anderen.
Hittman was bedoeld als de nieuwste protegé van Dre maar deze kon geen album afwerken met Dre door Dre's drang naar perfectie en verliet aftermath. Er bestaan wel bootlegs met tracks die bedoeld waren voor Hittmans debuut.

## Tracklist
| Nr. | Titel                   | Tijd | Gasten                                                                   | Samples                                                                     |
| --- | ----------------------- | ---- | ------------------------------------------------------------------------ | --------------------------------------------------------------------------- |
| 1   | "Lolo (Intro)"          | 0:40 | Xzibit, Tray Deee                                                        |                                                                             |
| 2   | "The Watcher"           | 3:28 | Eminem, Knoc-turn'al                                                     |                                                                             |
| 3   | "Fuck You"              | 3:25 | Devin the Dude, Snoop Dogg                                               |                                                                             |
| 4   | "Still D.R.E."          | 4:28 | Snoop Dogg                                                               | "Maybe Tomorrow" van Grant Green                                            |
| 5   | "Big Ego's"             | 4:01 | Hittman                                                                  | "Theme from the Persuaders" van John Barry                                  |
| 6   | "Xxplosive"             | 3:35 | Hittman, Kurupt, Nate Dogg, Six-Two                                      | "Bumby's Lament" van Soul Mann & The Brothers                               |
| 7   | "What's the Difference" | 4:04 | Xzibit, Eminem, Phish                                                    | "Parce Que Tu Crois" van Charles Aznavour                                   |
| 8   | "Bar One"               | 0:51 | Traci Nelson, Ms. Roq, Eddie Griffin                                     | "Poundin'" van Cannonball Adderley                                          |
| 9   | "Light Speed"           | 2:41 | Hittman                                                                  | "I'm Still #1" van Boogie Down Productions "Space Party" van Richard Holmes |
| 10  | "Forgot About Dre"      | 3:42 | Eminem                                                                   |                                                                             |
| 11  | "The Next Episode"      | 2:42 | Snoop Dogg, Kurupt, Nate Dogg                                            | "The Edge" van David McCallum en David Axelrod                              |
| 12  | "Let's Get High"        | 2:27 | Hittman, Kurupt, Ms. Roq                                                 | "Backstrokin" van Fatback Band                                              |
| 13  | "Bitch Niggaz"          | 4:14 | Snoop Dogg, Hittman, Six-Two                                             | "Top Billin'" van Audio Two                                                 |
| 14  | "The Car Bomb"          | 1:01 | Mel-Man, Charis Henry                                                    |                                                                             |
| 15  | "Murder Ink"            | 2:28 | Hittman, Ms. Roq                                                         | "Halloween Theme" van John Carpenter                                        |
| 16  | "Ed-ucation"            | 1:32 | Eddie Griffin                                                            | "Diamonds are Forever"                                                      |
| 17  | "Some L.A. Niggaz"      | 4:25 | MC Ren, Time Bomb, Hittman, Defari, Xzibit, King T, Knoc-turn'al, Kokane |                                                                             |
| 18  | "Pause 4 Porno"         | 1:33 | Jake Steed                                                               |                                                                             |
| 19  | "Housewife"             | 4:03 | Hittman, Kurupt                                                          | "Rapper's Delight" van The Sugarhill Gang                                   |
| 20  | "Ackrite"               | 3:40 | Hittman                                                                  |                                                                             |
| 21  | "Bang Bang"             | 3:42 | Hittman, Knoc-turn'al, Eminem                                            |                                                                             |
| 22  | "The Message"           | 5:29 | Mary J. Blige, Rell                                                      |                                                                             |

## Singles
- Still D.R.E. met Snoop Dogg
- Forgot About Dre met Eminem
- The Next Episode met Snoop Dogg, Kurupt en Nate Dogg
- The Watcher met Eminem en Knoc-turn'al